# Большая мечеть Суса
Большая мечеть Суса (араб. الجامع الكبير بسوسة‎) — историческая мечеть времён Абу-ль-Аббаса из династии Аглабидов в прибрежном городе Сус в Тунисе, являющаяся как часть медины города объектом Всемирного наследия ЮНЕСКО.

## Архитектура
Мечеть, построенная в 851—862 годах, находится на восточном краю медины в полусотне метров от земляного вала у рибата Суса. Когда-то она разделяла часть его оборонительных функций, обладая зубчатой стеной и двумя дозорными башнями на северо-восточном и юго-восточном углах со стороны моря. Это оказало влияние на облик здания, сделало его массивным и напоминающим и сам рибат.
У мечети нет минарета, поэтому призыв на молитву звучал с крытой площадки на вершине северо-восточной башни, на которую ведёт лестница. Над фасадом мечети имеется надпись куфическим письмом об освобождённом рабе амира Мудаме, назначенном ответственным за работу по возведению мечети. Подобным образом были украшены мечети Бу-Фатата и аз-Зайтуна в Тунисе, а также ряд зданий мечетей в фатимидском Египте.
Портики во внутреннем дворе со стороны молельного зала достраивались во времена династий Зиридов в X—XI веках и обновлялись при Мурадидах в 1675 году.
Молельный зал, сравнимый по размерам с внутренним двориком мечети, увенчан двумя куполами, расположенными над центральным нефом; михраб ориентирован на Мекку и богато украшен в зиридском стиле, роднящем его с михрабами Больших мечетей в Махдии и Монастире.

## Галерея
- Михраб в мечети Суса.
- Лестница в башню, с которой мусульман созывали на молитву.
- Зубчатая стена мечети.
- Внутренний дворик мечети.